# Abraxaphantes
Abraxaphantes es un género de polillas monotípico perteneciente a la familia Geometridae. El género fue descrito por primera vez por William Warren habiendo sido descrita en 1894. Su única especie, Abraxaphantes perampla, descrita por Charles Swinhoe en 1890, se encuentra con endemismo en los montes Tenasserim de Birmania. Es un género bastante aislado, es decir, que consiste en pocas especies relacionadas estructural o filogenéticamente. Recibe su nombre por su parecido superficial con una variante de Abraxas gigante.

## Descripción
Es una polilla grande con una envergadura de 78 milímetros (3,1 plg) y de color blanco. La especie es reconocible de inmediato por sus palpos y la frente que son de color naranja intenso u ocre brillante y por el diseño de las alas, con sus márgenes moteados y franjas centrales irregulares. Por su parte, la cabeza y el tórax se ven moteados de negro. Los palpos, son largos, se extienden mucho más allá de la frente y están bordeados de vellos o escamas sorprendentemente ásperas a ambos lados. Las antenas son unipectinadas, con ramas cortas uniseriadas en ambos sexos. El abdomen es largo y profundo. La tibia posterior cuenta con todos los espolones. 
Las alas son largas y estrechas. El ala anterior cuenta con numerosas manchas negras en las áreas basal y costal y en la celda y una gran mancha al final de la celda. Ambas alas cuentan con series de manchas submarginales, marginales y ciliares.